# پی زینگرو
پی زینگرو (به چینی: 裴星茹入江ゆき؛ زادهٔ ۱۱ اکتبر ۱۹۹۸) کشتی گیر زن کشور چین است.
از افتخارات وی می‌توان به کسب مدال طلا مسابقات قهرمانی کشتی جهان ۲۰۱۶ و دو مدال برنز مسابقات قهرمانی کشتی جهان ۲۰۱۸ و مسابقات قهرمانی کشتی جهان ۲۰۱۹ و مدال نقره بازی‌های آسیایی ۲۰۱۸ اشاره کرد.